# 爬森藤
同心结（学名：Parsonsia laevigata），又名爬森藤，为夹竹桃科同心结属下的一个种。

## 扩展阅读
- 維基物種上的相關：同心结